# Henschel DH 500 Ca
A Henschel DH 500 Ca háromtengelyes dízel-hidraulikus erőátvitelű, C tengelyelrendezésű dízelmozdony-sorozat. A Henschel gyártotta 1959–1971 között, összesen 89 db készült belőle.

## Története
A mozdony az úgynevezett harmadik generációs Henschel mozdonyok közé tartozik. A kerekeket csatlórúd köti össze.
Nagy részük különböző német bányákban dolgozott, nyolc mozdonyt szállítottak Spanyolországba, hetet Svájcba és négyet Norvégiába. A Sudan Railway Corporation is rendelt összesen 21 mozdonyt, kilencet pedig a Ghana Railway Corporation.

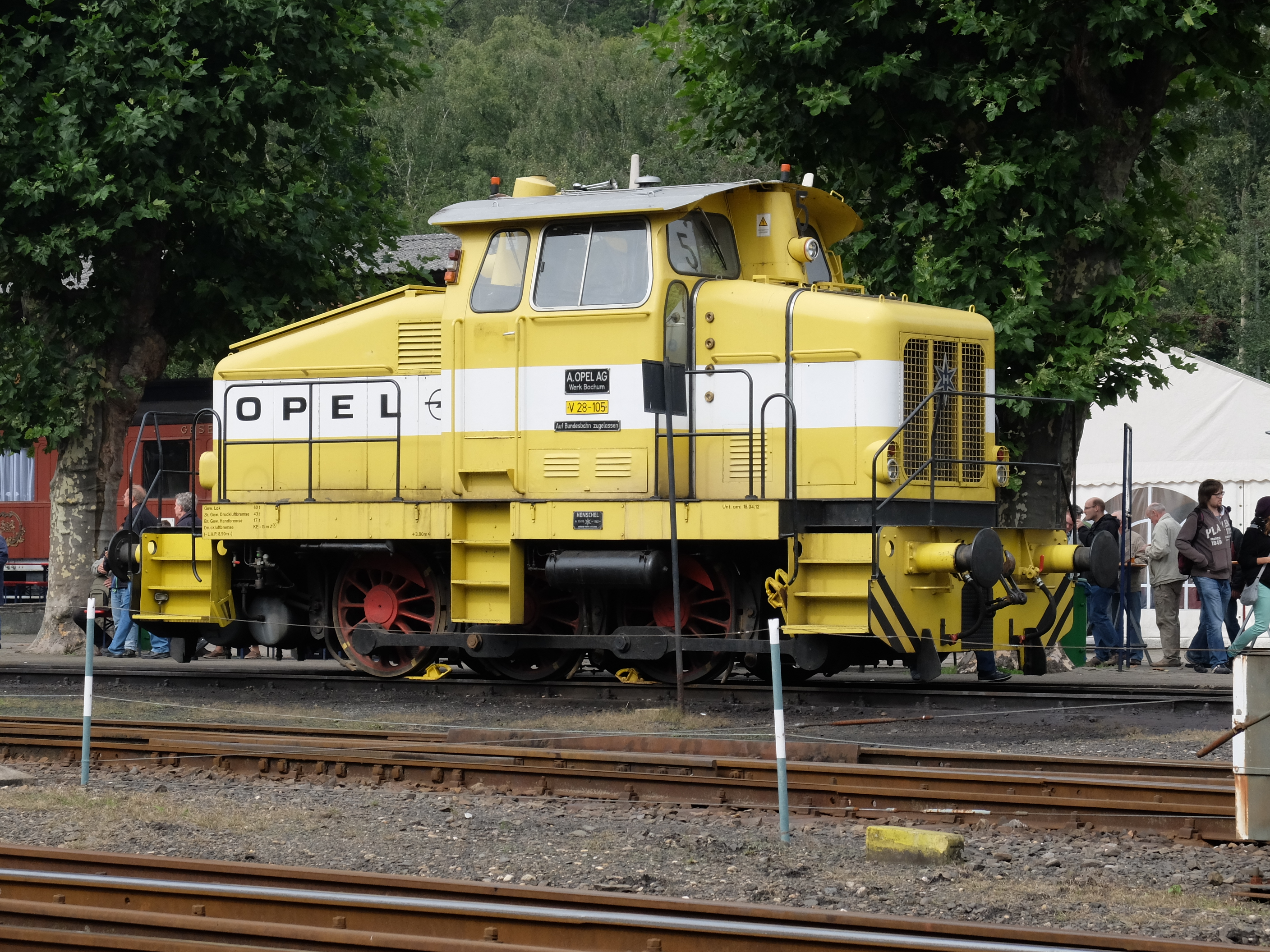
Henschel DH 500 Ca (V 28 105)